# 桑田光平
桑田 光平（くわだ こうへい、1974年9月 - ）は、日本のフランス文学者。専門は、フランス文学・フランス美術論。東京大学大学院総合文化研究科教授。学位は、文学博士（パリ第4大学・2009年）。

## 経歴
- 1999年3月　東京大学文学部英語英米文学専修課程卒業
- 2001年3月　東京大学大学院人文社会系研究科フランス語フランス文学専攻修士課程修了
- 2002年10月 リヨン第2大学文学部フランス文学科DEA課程修了
- 2007年3月　パリ第8大学造形芸術学科修士課程修了
- 2009年3月　東京大学大学院人文社会系研究科フランス語フランス文学専攻博士課程単位取得退学
- 2009年7月　パリ第4大学フランス文学科博士課程修了
- 2009年10月　東京外国語大学総合国際学研究院（言語文化部門・文化研究系）講師
- 2013年10月　東京大学総合文化研究科（表象文化論）准教授[2]

## 著書
- 『ロラン・バルト = Roland Barthes 偶発事へのまなざし』水声社　2011

### 翻訳
- カトリーヌ・マラブー『わたしたちの脳をどうするか ニューロサイエンスとグローバル資本主義』増田文一朗共訳　春秋社　2005
- 『芸術と脳科学の対話 バルテュスとゼキによる本質的なものの探求』青土社　2007
- ル・コルビュジエ/ポール・オトレ『ムンダネウム』山名善之共訳　筑摩書房　2009
- フランソワ・キュセ『フレンチ・セオリー アメリカにおけるフランス現代思想』鈴木哲平・畠山達・本田貴久共訳　NTT出版　2010
- 『ロラン・バルト中国旅行ノート』ちくま学芸文庫 2011
- ジャン=ピエール・デュピュイ『ありえないことが現実になるとき 賢明な破局論にむけて』本田貴久共訳　筑摩書房 2012／ちくま学芸文庫 2020
- パスカル・キニャール『さまよえる影たち』小川美登里共訳　水声社　2019
- ジェラール・マセ『記憶は闇の中での狩りを好む』水声社 2019
- ユベール・ダミッシュ『カドミウム・イエローの窓　あるいは絵画の下層』岡本源太・坂口周輔・陶山大一郎・松浦寿夫共訳 水声社　2019
- ジェラール・マセ『つれづれ草』水声社 2019
- ハロルド・ローゼンバーグ『芸術の脱定義』桑名真吾共訳 水声社 2020

## 注
1. ↑  東京外国語大学:
2. ↑  新任教員紹介

| スタブアイコン | サブスタブ | この項目は、まだ閲覧者の調べものの参照としては役立たない、人物に関連した書きかけの項目です。この項目を加筆・訂正などしてくださる協力者を求めています（P:人物伝/PJ:人物伝）。 |